# Pangea
Pangea (grško - vse zemlje) je ime, ki se nanaša na supercelino, oziroma na pracelino v času mezozoika, preden je proces tektonike plošč razdvojil njene celine. Imena se je domislil nemški geolog, astronom, meteorolog, klimatolog in raziskovalec Alfred Lothar Wegener. Njegovo zamisel o pracelini in premikanju celin so sprva ostro zavračali. Pangea je razpadla pred približno 200 milijoni leti. Ko so celine tvorile Pangeo, so se oblikovale gore, od katerih jih veliko obstaja še danes (npr. Apalači in Ural). Ogromen ocean, ki je obdajal Pangeo se imenuje Pantalasa.
Zemeljski plašč pod svojim nekdanjim položajem je še vedno vroč in se skuša dvigniti. Zaradi tega leži Afrika nekaj desetin metrov višje od ostalih celin.
Med obdobjem jure je Pangea razpadla na dva dela:
- Gondvano in
- Lavrazijo

Geologi predvidevajo, da bodo čez približno 250 milijonov let celine spet trčile druga v drugo in nastala bo Pangea II (Pangea Ultima).